# Championnat d'Italie de basket-ball
Le championnat d'Italie de basket-ball, dénommé Lega Basket Serie A, officiellement Serie A Beko, d'après le nom de son sponsor, est une compétition de basket-ball qui représente en Italie le sommet de la hiérarchie du basket-ball. La seconde division italienne est la Serie A2.
Le championnat d'Italie de basket-ball existe depuis 1920. Avec le passage au professionnalisme, on a vu la création de la Lega et de la Lega Nazionale Pallacanestro qui composent les divisions amateur (Serie B et Serie D).
Ce championnat regroupe les seize meilleures équipes italiennes. Elles se rencontrent chacune à deux reprises (un match à domicile et un match à l'extérieur). À l'issue de la saison régulière, les huit premiers s'affrontent lors des playoffs. Les quarts de finale, demi-finale et la finale se disputent au meilleur des sept matchs. Le vainqueur de ces playoffs est désigné champion d'Italie. Le dernier de la saison régulière est relégué en Serie A2.

## Palmarès
| Saison | Champion                   | Finaliste             | Score | MVP du championnat | Note |
| --- | -------------------------- | --------------------- | ----- | ------------------ | --- |
| 1920 | SEF Costanza Milan         |                       |       |                    | Organisé par la Fédération italienne de gymnastique.                                                                                            |
| 1921 | ASSI Milan                 |                       |       |                    | Organisé par la Fédération italienne de gymnastique.                                                                                            |
| 1922 | ASSI Milan                 | SEF Costanza Milano   |       |                    | Premier championnat officiel de la FIP |
| 1923 | Inter Milan                | Ginnastica Comense    |       |                    | |
| 1924 | ASSI Milan                 | Cairoli Novare        |       |                    | |
| 1925 | ASSI Milan                 | Pro Rome              |       |                    | |
| 1926 | ASSI Milan                 | YMCA Turin            |       |                    | |
| 1927 | ASSI Milan                 | YMCA Turin            |       |                    | |
| 1928 | Ginnastica Rome            | SEF Costanza Milano   |       |                    | |
| Le championnat ne s'est pas disputé en 1929.                                                                  |                            |                       |       |                    | |
| 1930 | Ginnastica Triestina       | Ginnastica Rome       |       |                    | |
| 1931 | Ginnastica Rome            | Ginnastica Triestina  |       |                    | |
| 1932 | Ginnastica Triestina       | Pallacanestro Naples  |       |                    | |
| 1933 | Ginnastica Rome            | Osa Milan             |       |                    | |
| 1934 | Ginnastica Triestina       | Olimpia Milan         |       |                    | |
| 1935 | Ginnastica Rome            | Ginnastica Triestina  |       |                    | |
| 1936 | Olimpia Milan              | Virtus Bologne        |       |                    | |
| 1936-1937 | Olimpia Milan              | La Filotecnica Milan  |       |                    | |
| 1937-1938 | Olimpia Milan              | Virtus Bologne        |       |                    | |
| 1938-1939 | Olimpia Milan              | Ginnastica Triestina  |       |                    | |
| 1939-1940 | Ginnastica Triestina       | Virtus Bologne        |       |                    | |
| 1940-1941 | Ginnastica Triestina       | Olimpia Milan         |       |                    | |
| 1941-1942 | Reyer Venise               | Mussolini Roma        |       |                    | |
| 1942-1943 | Reyer Venise               | Virtus Bologne        |       |                    | |
| Le titre 1944 remporté par Reyer Venise n'est pas homologué.                                                  |                            |                       |       |                    | |
| Le championnat ne s'est pas disputé en 1945.                                                                  |                            |                       |       |                    | |
| 1945-1946 | Virtus Bologne             | Reyer Venise          |       |                    | |
| 1946-1947 | Virtus Bologne             | Ginnastica Triestina  |       |                    | |
| 1947-1948 | Virtus Bologne             | Ginnastica Rome       |       |                    | |
| 1948-1949 | Virtus Bologne             | Pallacanestro Varèse  |       |                    | |
| 1949-1950 | Olimpia Milan              | Virtus Bologne        |       |                    | |
| 1950-1951 | Olimpia Milan              | Ginnastica Rome       |       |                    | |
| 1951-1952 | Olimpia Milan              | Virtus Bologne        |       |                    | |
| 1952-1953 | Olimpia Milan              | Virtus Bologne        |       |                    | |
| 1953-1954 | Olimpia Milan              | Gira Bologne          |       |                    | |
| 1954-1955 | Virtus Bologne             | Ginnastica Triestina  |       |                    | |
| 1955-1956 | Virtus Bologne             | Olimpia Milan         |       |                    | Le championnat est renommé "Elette". |
| 1956-1957 | Olimpia Milan              | Virtus Bologne        |       |                    | |
| 1957-1958 | Olimpia Milan              | Virtus Bologne        |       |                    | |
| 1958-1959 | Olimpia Milan              | Virtus Bologne        |       |                    | |
| 1959-1960 | Olimpia Milan              | Virtus Bologne        |       |                    | |
| 1960-1961 | Pallacanestro Varèse       | Virtus Bologne        |       |                    | |
| 1961-1962 | Olimpia Milan              | Pallacanestro Varèse  |       |                    | |
| 1962-1963 | Olimpia Milan              | Pallacanestro Varèse  |       |                    | |
| 1963-1964 | Pallacanestro Varèse       | Olimpia Milan         |       |                    | |
| 1964-1965 | Olimpia Milan              | Pallacanestro Varèse  |       |                    | |
| 1965-1966 | Olimpia Milan              | Pallacanestro Varèse  |       |                    | Le championnat est renommé "Serie A". |
| 1966-1967 | Olimpia Milan              | Pallacanestro Varèse  |       |                    | |
| 1967-1968 | Pallacanestro Cantù        | Partenope Naples      |       |                    | |
| 1968-1969 | Pallacanestro Varèse       | Olimpia Milan         |       |                    | |
| 1969-1970 | Pallacanestro Varèse       | Olimpia Milan         |       |                    | |
| 1970-1971 | Pallacanestro Varèse       | Olimpia Milan         |       |                    | |
| 1971-1972 | Olimpia Milan              | Pallacanestro Varèse  |       |                    | |
| 1972-1973 | Pallacanestro Varèse       | Olimpia Milan         |       |                    | |
| 1973-1974 | Pallacanestro Varèse       | Olimpia Milan         |       |                    | Dernier championnat décerné à l'issue d'une seul phase.                                                                                         |
| 1974-1975 | Pallacanestro Cantù        | Pallacanestro Varèse  |       |                    | La "Serie A" est divisée en "Serie A1" et "Serie A2"; le titre est décerné à l'issue de deux phases (une 1re phase et une poule pour le titre). |
| 1975-1976 | Virtus Bologne             | Pallacanestro Varèse  |       |                    | |
| 1976-1977 | Pallacanestro Varèse       | Virtus Bologne        | 2-0   |                    | Le titre est décerné à l'issue de play-offs. |
| 1977-1978 | Pallacanestro Varèse       | Virtus Bologne        | 2-1   |                    | |
| 1978-1979 | Virtus Bologne             | Olimpia Milan         | 2-0   |                    | |
| 1979-1980 | Virtus Bologne             | Pallacanestro Cantù   | 2-0   |                    | |
| 1980-1981 | Pallacanestro Cantù        | Virtus Bologne        | 2-1   |                    | |
| 1981-1982 | Olimpia Milan              | VL Pesaro             | 2-0   |                    | |
| 1982-1983 | Virtus Rome                | Olimpia Milan         | 2-1   |                    | |
| 1983-1984 | Virtus Bologne             | Olimpia Milan         | 2-1   |                    | |
| 1984-1985 | Olimpia Milan              | VL Pesaro             | 2-0   |                    | |
| 1985-1986 | Olimpia Milan              | Juvecaserta Basket    | 2-1   |                    | |
| 1986-1987 | Olimpia Milan              | Juvecaserta Basket    | 3-0   |                    | |
| 1987-1988 | VL Pesaro                  | Olimpia Milan         | 3-1   |                    | |
| 1988-1989 | Olimpia Milan              | Libertas Livorno      | 3-2   |                    | |
| 1989-1990 | VL Pesaro                  | Pallacanestro Varèse  | 3-1   |                    | |
| 1990-1991 | Juvecaserta Basket         | Olimpia Milan         | 3-2   |                    | |
| 1991-1992 | Pallacanestro Treviso      | VL Pesaro             | 3-1   |                    | |
| 1992-1993 | Virtus Bologne             | Pallacanestro Treviso | 3-0   |                    | |
| 1993-1994 | Virtus Bologne             | VL Pesaro             | 3-2   | Carlton Myers      | |
| 1994-1995 | Virtus Bologne             | Pallacanestro Treviso | 3-0   | Stefano Rusconi    | |
| 1995-1996 | Olimpia Milan              | Fortitudo Bologna     | 3-1   | Henry Williams     | |
| 1996-1997 | Pallacanestro Treviso      | Fortitudo Bologna     | 3-2   | Carlton Myers      | |
| 1997-1998 | Virtus Bologne             | Fortitudo Bologna     | 3-2   | Predrag Danilović  | |
| 1998-1999 | Pallacanestro Varèse       | Pallacanestro Treviso | 3-0   | Vincenzo Esposito  | |
| 1999-2000 | Fortitudo Bologna          | Pallacanestro Treviso | 3-1   | Vincenzo Esposito  | |
| 2000-2001 | Virtus Bologne             | Fortitudo Bologna     | 3-0   | Emanuel Ginóbili   | |
| 2001-2002 | Pallacanestro Treviso      | Fortitudo Bologna     | 3-0   | Emanuel Ginóbili   | La "Serie A1" est renommée en "Serie A". |
| 2002-2003 | Pallacanestro Treviso      | Fortitudo Bologna     | 3-1   | Massimo Bulleri    | |
| 2003-2004 | Mens Sana Sienne           | Fortitudo Bologna     | 3-0   | Gianluca Basile    | |
| 2004-2005 | Fortitudo Bologna          | Olimpia Milan         | 3-1   | Massimo Bulleri    | |
| 2005-2006 | Pallacanestro Treviso      | Fortitudo Bologna     | 3-1   | Lynn Greer         | |
| 2006-2007 | Mens Sana Sienne           | Virtus Bologne        | 3-0   | Terrell McIntyre   | |
| 2007-2008 | Mens Sana Sienne           | Virtus Rome           | 4-1   | Danilo Gallinari   | |
| 2008-2009 | Mens Sana Sienne           | Olimpia Milano        | 4-0   | Terrell McIntyre   | |
| 2009-2010 | Mens Sana Sienne           | Olimpia Milano        | 4-0   | Romain Sato        | |
| 2010-2011 | Mens Sana Sienne           | Pallacanestro Cantù   | 4-1   | Omar Thomas        | |
| 2011-2012 | Révoqué (Mens Sana Sienne) | Olimpia Milano        | 4-1   | Bo McCalebb        | |
| 2012-2013 | Révoqué (Mens Sana Sienne) | Virtus Roma           | 4-1   | Luigi Datome       | |
| 2013-2014 | Olimpia Milan              | Mens Sana Sienne      | 4-3   | Drake Diener       | |
| 2014-2015 | Dinamo Sassari             | Reggio Emilia         | 4-3   | Tony Mitchell      | |
| 2015-2016 | Olimpia Milan              | Reggio Emilia         | 4-2   | James Nunnally     | |
| 2016-2017 | Reyer Venise               | Aquila Basket Trento  | 4-2   | Marcus Landry      | |
| 2017-2018 | Olimpia Milan              | Aquila Basket Trente  | 4-2   | Jason Rich         | |
| 2018-2019 | Reyer Venise               | Dinamo Sassari        | 4-3   | Drew Crawford      | |
| La Fédération italienne arrête le championnat 2019-2020 le 7 avril, en raison de la pandémie de coronavirus,. |                            |                       |       |                    | |
| 2020-2021 | Virtus Bologne             | Olimpia Milan         | 4-0   | Stefano Tonut      | |
| 2021-2022 | Olimpia Milan              | Virtus Bologne        | 4-2   | Shavon Shields     | |
| 2022-2023 | Olimpia Milan              | Virtus Bologne        | 4-3   | Colbey Ross        | |
| 2023-2024 | Olimpia Milan              | Virtus Bologne        | 3-1   | Marco Belinelli    | |
| 2024-2025 | Virtus Bologne             | Pallacanestro Brescia | 3-0   | Miro Bilan         | |

## Bilan par club
| Titres | Club                                                                  |
| ------ | --------------------------------------------------------------------- |
| 31     | Olimpia Milan                                                         |
| 17     | Virtus Bologne                                                        |
| 10     | Pallacanestro Varèse                                                  |
| 6      | Mens Sana Sienne                                                      |
| 6      | ASSI Milano                                                           |
| 5      | Ginnastica Triestina, Pallacanestro Trévise                           |
| 4      | Ginnastica Rome, Reyer Venise                                         |
| 3      | Pallacanestro Cantù                                                   |
| 2      | VL Pesaro, Fortitudo Bologne                                          |
| 1      | Costanza Milan, Inter Milan, Virtus Rome, Juvecaserta, Dinamo Sassari |